# Lakatos Ferenc (ezredes)
Vitéz Lakatos Ferenc (Rábahídvég, 1893. március 28. – Budapest, 1970. június 1.) magyar katonatiszt, emlékiratai és megjelent cikkei az első és második világháború eseménytörténetének fontos forrásai.

## Katonai pályafutása
1914 nyarán a 18. soproni honvéd gyalogezredben kezdte meg katonai szolgálatát. Mint hadapród őrmestert 1915 elején átvezényelték a 23. honvéd gyalogezredhez, melynek legénységi állománya zömében román (oláh) volt. 1915. március 20-án érkezett ki a frontra, amely akkor a Kárpátokban, a Vereckei-hágó előterében húzódott. A gorlicei áttörést követően a 23. gyalogezred körzetében is egyre hevesebben támadásokra sarkallták a csapatokat. 1915. május 5-én fogságba esett, de egy órán belül sikerült megszöknie. 1915. augusztus 30. és szeptember 11. között bátor magatartásával kiérdemelte az arany vitézségi érmet. Hadnaggyá hadosztálya, a 38. honvéd hadosztály szemléjén Frigyes Főherceg léptette elő, a Monarchia haderejének főparancsnoka, 1915. december 11-én. Az árokszolgálaton, rohamokon felül több katonai vállalkozást is vezetett, melyek közül talán a legjelentősebb az 1916. július 1-ről 2-ra virradó éjszaka végrehajtott fogolyejtés volt Denysownál (ma: Denisiv). 1917. július 24-én és 30-án Uscie-Zielone és Sinkow (ma: Usztja-Zelene, Szinkiv) rohamainál tüntette ki magát, melyért megkapta az örökölhető nemességet jelentő III. osztályát az Osztrák Vaskoronarendnek.
1918 novemberében kulcsszerepe volt a magyar csapatok Nagyszebenből való rendezett visszavonulásának, egy szerencsés véletlen folyamán nem esett román fogságba a Székely Hadosztály felszámolásakor, és 1919 nyarán a proletárdiktatúra elől Bécsbe menekült. 
A Vitézi Rendbe korán, 1922-ben vették fel. A két világháború között előbb a Vitézi Rend soproni székkapitányhelyettese volt, majd 1925-től 1932-ig Sopronban a reáliskolai nevelőintézet (későbbi nevén: hadapródiskola) tanára. Itt cserkészkiképzés címen katonai alapismereteket tanított. 1929-ben megnősült, az örmény felmenőkkel bíró Zakariás Olgát vette feleségül, akinek szülőatyja (Zakariás Oszkár százados), nevelőatyja (Endrődy Géza ezredes) és anyai nagyapja (Schnörch Gyula tábornok) egyaránt katonatisztek voltak. 1932-ben visszakerült a soproni m. kir. Szent László 4. honvéd gyalogezred tiszti állományába.
Magyarország első területi revíziója, az első bécsi döntést követő felvidéki bevonulás idején 1938. november 6-án a soproni újonczászlóalj eskütételén éles hangú beszédben kelt ki Hitler ellen, amiért nem adta vissza az elcsatolt Nyugat-magyarországi részeket, különösen Pozsony elvesztését emelte ki. 48 órán belül átvezényelték Karcagra, a 10. gyalogezred III. zászlóaljához. A háború éveit ennél az ezrednél töltötte, a (keleti) fronton nem járt. 1943. augusztus 1-től rendfokozata: ezredes. A 10. honvéd gyalogezredből ikerezrede, a 40. honvéd gyalogezred felállítása után még egy csapattestet, a 10. tábori pótgyalogezredet is létrehoztak, ez utóbbinak lett parancsnoka Lakatos Ferenc.
1944. március 19-i naplójában beszámol Szolnok és repülőterének német megszállásáról, felettesei hallgatásáról és saját vezetői döntéseiről. 
Románia átállása után 1944. augusztus végén Nagyváradra vezényelték, ezredének I. zászlóalját és ezredközvetlen páncéltörő alegységét átirányították az Arad környéki harcokhoz, a 6. tábori póthadosztályhoz. Lakatos a megmaradt II. és III. zászlóaljjal és meghagyott ezredközvetlen egységeivel részt vett az 1944. szeptember 13-án Nagyvárad délnyugati előteréből megindított offenzívában, melynek végső célja a Kárpátok karéjának elérése volt, de mindenképp egy jobban védhető új vonal kialakítása a Bihar-hegység térségében. Az ezred szeptember 17-én foglalta vissza Belényest, és másnap folytatta előrenyomulását Vaskohsziklás felé. Szeptember 19-én tévedésből német repülőgépek támadták ezredét, ennek hatására a megjelenő szovjet és román seregek elől visszavonultak csapatai. Demoralizált zászlóaljait sikerült ráncba szednie, és szeptember 23-án Talpasnál már eredményesen védte meg a Fekete-Körös vonalát.
Előbb a jelenlegi államhatáron Atyásnál, majd Körösszakálnál volt védelemben október 1. és október 14. között. 1944 novemberében Isaszeg térségében védte előbb az Attila Ⅰ., majd az Attila Ⅱ. védvonalak egy szakaszát. A Budapestre szorult ezredét végül január 4-én oszlatták fel. A 12. tartalékhadosztály parancsnoka lett 1945. február 11-én este, a kitörés kezdetén, és megtagadta a kitörési parancsot. Hadifogságba került, ahonnan 1948 júliusában szabadult.

## Fennmaradt írásai
A két világháború között több írása is megjelent a Magyar Katonai Szemlében. 
- Hej fiúk, az élet mégiscsak szép! Katona András magánkiadása, Budapest, 2022, ISBN 978-615-01-1352-4